# 12658 Peiraios
12658 Peiraios è un asteroide troiano di Giove del campo greco. Scoperto nel 1973, presenta un'orbita caratterizzata da un semiasse maggiore pari a 5,1614756 UA e da un'eccentricità di 0,0565812, inclinata di 1,77695° rispetto all'eclittica.
L'asteroide è dedicato a Pireo, figlio di Clito e compagno di Ulisse.